# Southern Comfort
Southern Comfort er en sød whiskey-likør med smag af frugt og krydderier.
Southern Comfort er produceret siden 1874 i New Orleans, Louisiana i USA. Den produceres efter en hemmelig opskrift som en blanding af whiskey, ferskenlikør, appelsin, vanilje, sukker, og kaneludtræk. Alkoholprocenten i Southern Comfort er 35%.
Southern Comfort bruges ofte i følgende drinks:
- Southern Comfort & Sprite.

- Små Kolde

| Mad og drikke | Spire Denne artikel om mad og drikke er en spire som bør udbygges. Du er velkommen til at hjælpe Wikipedia ved at udvide den. |